# Santa Catalina (departement)
Santa Catalina is een departement in de Argentijnse provincie Jujuy. Het departement (Spaans:  departamento) heeft een oppervlakte van 2.960 km² en telt 3.140 inwoners.

## Plaatsen in departement Santa Catalina
- Cabreria
- Calahoyo
- Cañuelas
- Casira
- Ciénaga
- Cieneguillas
- Cusi Cusi
- El Angosto
- Guayatayoc
- Hornillos
- La Ciénaga
- La Ciénaga
- Misarrumi
- Oratorio
- Oros
- Paicone
- Piscuno
- Puesto Grande
- Rodeo Chico
- San Francisco
- San Juan de Oro
- San Juan de Oros
- San Leon
- Santa Catalina
- Timon Cruz
- Yoscaba